# Глигор Чемерски
Глигор Чемерски е виден художник и скулптор от Република Македония. Вдъхновен е от експресионизма и православните икони. Автор е на мозайки в Стопанската банка (1971) и Паметника на свободата в Кочани (1981).

## Биография
Роден е в 1940 година в Кавадарци, тогава в Югославия. Учи в Скопие. В 1965 година завършва Художествена академия в Белград, а като стипендиант на френското правителство в 1969-1970 година учи в Париж, където оттогава често живее и работи.
В 1977 година му е връчена наградата на Дружеството на художниците на Македония „Нерешки майстори“ за картината „Човек и светлина“.

## Галерия
- „Витязът и змията“ (1998)
- „Гнездо III“ (2003)
- „Даниел и лъвовете I“ (2007)
- „Моя антика II“ (2008)
- „Нападение“ (2003)
- „Св. Георги и ламята“ (2008)
- „Оплакване IV“ (1995)
- „Иконична глава I“ (1982)
- Картина на Глигор Чемерски на изложба
- Картина на Глигор Чемерски на изложба